# Seta (mosstilk)
Seta er stilken der bærer sporehuset hos mosserne. Den er en del af sporofytten. På dansk kaldes den også for børste.
Hos mange mosser bliver sporehuset løftet i vejret af en stilk for at lette spredningen af sporerne. Hvis denne stilk bliver dannet af sporofytten, kaldes den for seta. Den kaldes derimod for pseudopodium, hvis den dannes af gametofytten, hvilket er tilfældet hos f.eks. tørvemosser (Sphagnopsida) og sortmosser (Andreaeopsida).